# Hans von Luck (général)
 (juin 2023).
Pour les articles homonymes, voir Luck.
Ne doit pas être confondu avec Hans von Luck.
Hans Philipp August von Luck (né le 26 mars 1775 à Müncheberg et mort le 8 janvier 1859 à Potsdam) est un général d'infanterie prussien et chevalier de l'ordre de l'Aigle noir.

## Biographie

### Origine
Hans Philipp August von Luck est issu d'une famille de l'aristocratie silésienne, qui apparaît pour la première fois dans des documents avec Thymo de Luccene en 1253 et se propage ensuite propagée en Nouvelle-Marche et à la Grande Pologne. Il est le fils du conseiller privé et président de chambre du gouvernement prussien à Clèves Ludolf Wilhelm von Luck und Witten (1742-1820) et de son épouse Friederike Christiane Sophie, née von Goertzke (1738-1801) de la branche de Friedersdorf.

### Carrière militaire
Luck est d'abord cadet à Berlin à partir de juillet 1785 et deux ans plus tard, il entre à l'École militaire. Il y apprend entre autres la langue française. Le 28 février 1793, il est engagé comme enseigne dans le 26e régiment d'infanterie Jung-Schwerin (de) de l'armée prussienne. Cette unité étant un régiment immobile, Luck demande sa mutation. Il est transféré ensuite le 19 janvier 1794 au 27e régiment d'infanterie (de) "von Knobelsdorff", qui à cette époque est en quartiers d'hiver près de Nierstein. Lors de la guerre de la première coalition contre la France révolutionnaire, il participe à la bataille de Kaiserslautern et à la bataille de Johanniskreuz en tant que sous-lieutenant et officier d'ordonnance. Début janvier 1797, Luck devient adjudant dans le bataillon de grenadiers "von Rabiel" à Potsdam. En plus du service militaire, il consacre les années suivantes aux études de sciences militaires. Luck est gouverneur de l'École militaire de Berlin pendant deux ans en 1803/05 et est ensuite transféré à Bunzlau en tant que capitaine d'état-major dans le bataillon de fusiliers "von Pelet". Avec ce bataillon, il participe à la bataille de Saalfeld et à la bataille d'Iéna en 1806 lors de la guerre de la Quatrième Coalition. Après la défaite des troupes prussiennes, il se rend à Dantzig, où il participe à la défense de la ville.
Après la paix de Tilsit, il est transféré le 17 février 1809 dans le 1er régiment d'infanterie de Silésie. Le 22 novembre 1809, Luck y est promu capitaine et chef de la compagnie personnelle. Trois mois plus tard, il est relevé de ce poste et le roi Frédéric-Guillaume III le nomme son adjudant d'aile. Le 21 juillet 1810, Luck est promu au grade de major et commandé en tant qu'accompagnateur militaire auprès du prince héritier. Agissant initialement en tant que représentant, Luck est finalement nommé gouverneur du prince héritier en 1813. À ce poste, il est d'abord au quartier général de Blücher pendant la campagne d'Allemagne et participe aux batailles de Lützen et de Bautzen. Lors de la campagne d'automne 1813, Luck s'installe au quartier général de Kleist avec le prince héritier et participe dans les mois suivants aux batailles de Leipzig, Brienne et Bar-sur-Aube. Élevé entre-temps au grade de colonel, le roi lui décerne personnellement la croix de fer de 1re classe, après la bataille de Paris. Tout en conservant son poste actuel, Luck est nommé le 20 avril 1814 chef de la 9e brigade du 2e corps d'armée. En raison d'une maladie, il reçoit l'autorisation de se rendre à Bad Pyrmont près de deux mois plus tard pour se rétablir. En septembre, Luck est de nouveau apte au service et le roi le nomme alors chef de brigade dans l'armée mobile sur le Rhin. Il dirige cette brigade jusqu'au début de la campagne d'été en 1815, après quoi il forme la 11e brigade du 3e corps d'armée. Lors de la bataille de Waterloo, il peut particulièrement faire ses preuves avec ses troupes.
Avant la seconde paix de Paris, Luck est commandé à Münster et promu major général le 2 octobre 1815. En septembre 1818, sa brigade forme la 13e division d'infanterie, dont Luck est le premier commandant jusqu'en 1834. En attendant, il est promu le 18 juin 1825 Generalleutnant et décoré de l'ordre de l'Aigle rouge de 1re classe avec feuilles de chêne. Le 2 octobre 1834, Luck est nommé inspecteur général de l'instruction en remplacement du général Georg Wilhelm von Valentini (de), décédé. En outre, il est également membre de la commission d'examen des sciences et techniques militaires. En 1837, il est également nommé président de la Commission supérieure des examens militaires. Luck réforme le système de formation militaire dans les domaines des écoles de cadets et de l'école générale de guerre sur des points importants. Ainsi, les bacheliers qui se présentent comme aspirants sont dispensés de l'examen d'enseigne et le cursus de formation du corps des cadets est adapté à celui des lycées.
Après la mort du roi Frédéric-Guillaume III, l'ancien prince héritier et désormais roi Frédéric-Guillaume IV le nomme adjudant-général, tout en le laissant dans la position d'inspecteur général. Par brevet du 7 avril 1842, Luck est promu général d'infanterie le 31 mars 1842. Le 28 février 1843, à l'occasion de ses 50 ans de service, Frédéric-Guillaume IV le fait chevalier de l'ordre de l'Aigle noir. En guise de faveur particulière, le roi lui remet sa propre étoile de l'ordre, en précisant qu'elle doit toujours être portée par Luck. Pendant quatre ans, Luck préside la Commission générale des ordres jusqu'au 7 septembre 1848, date à laquelle il est démis de ses fonctions.
Il passe les dernières années de sa vie retiré dans la Villa Quandt (de), que le roi a mise à sa disposition comme maison de retraite.

### Famille
Luck se marie le 8 novembre 1815 avec Cécile de Saint-Luce Oudaille (1798-1857) à la Madeleine à Paris. De ce mariage naissent sept enfants :
- Ludolf (de) (1817–1895), procureur et homme politique prussien[2], marié en :
  - 1847 avec Julie Ebers (1822–1848)
  - 1860 avec Ida von Barner (de) (1826–1898)
- Ferdinand (1818-1878), colonel prussien à la retraite
- Gustav (1820–1867), major prussien marié en 1844 avec Luise von der Lanken-Wakenitz
- Cecilia (née en 1822) mariée en 1848 avec August Baron von Ketteler (de) (mort le 27 juillet 1853), major
- Fritz (1825–1883), major prussien à la retraite, secrétaire de la Chancellerie secrète de la Guerre
- Eduard (1828-1858), pasteur catholique, franciscain
- Luise (1833–1873) mariée avec Hermann von Schenck (1824–1911), lieutenant général prussien